# Fotetsa
Fotetsa est un groupement de villages et chefferie de 2e degré de la commune de Dschang, dans la région de l'Ouest du Cameroun. Atonfack Paul 2 Daniel est le nouveau Chef supérieur du groupement Fotetsa qui a remplacé son père Djoutsa Pierre Marivau décédé le 22/11/2022. 

## Géographie
Le groupement s'étend au centre de la commune et à l'ouest de l'aire urbaine de Dshang, sur 11 km2, soit 4,2% du territoire communal.